# Tofslärkan 1

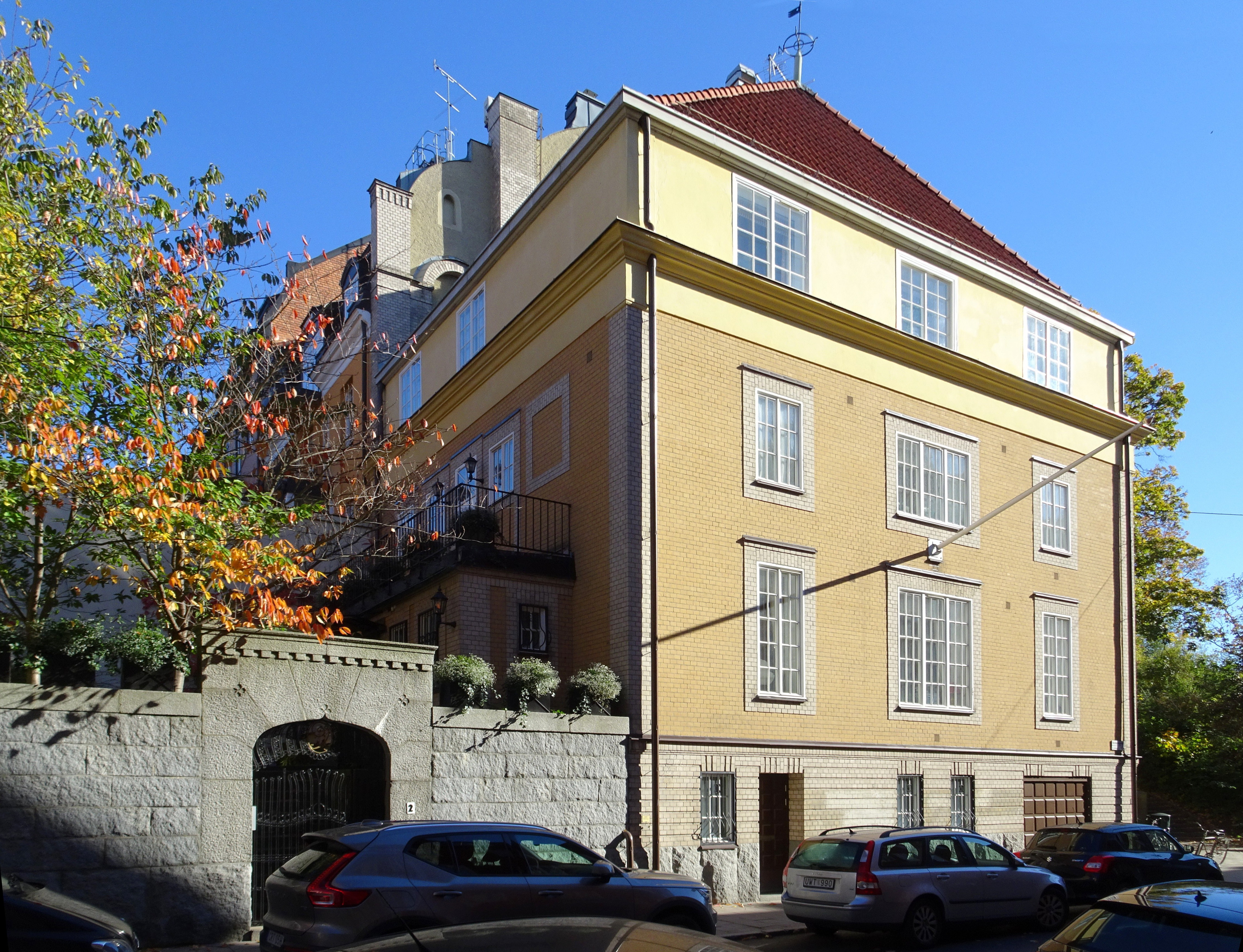
Tofslärkan 1 sedd från Verdandigatan, september 2022. Det ursprungliga huset i två våningar med källare och rak takavslutning från 1912 avtecknar sig fortfarande.

Tofslärkan 1 en kulturhistoriskt värdefull före detta villafastighet i kvarteret Tofslärkan i Lärkstaden på Östermalm i Stockholm. Denna stadsvilla vid Tyrgatan 1 / Verdandigatan 2 uppfördes 1911–1913 efter ritningar av arkitekt Ivar Engström. Fastigheten är grönmärkt av Stadsmuseet i Stockholm, det innebär "särskilt värdefull från historisk, kulturhistorisk, miljömässig eller konstnärlig synpunkt".

## Bakgrund och planering

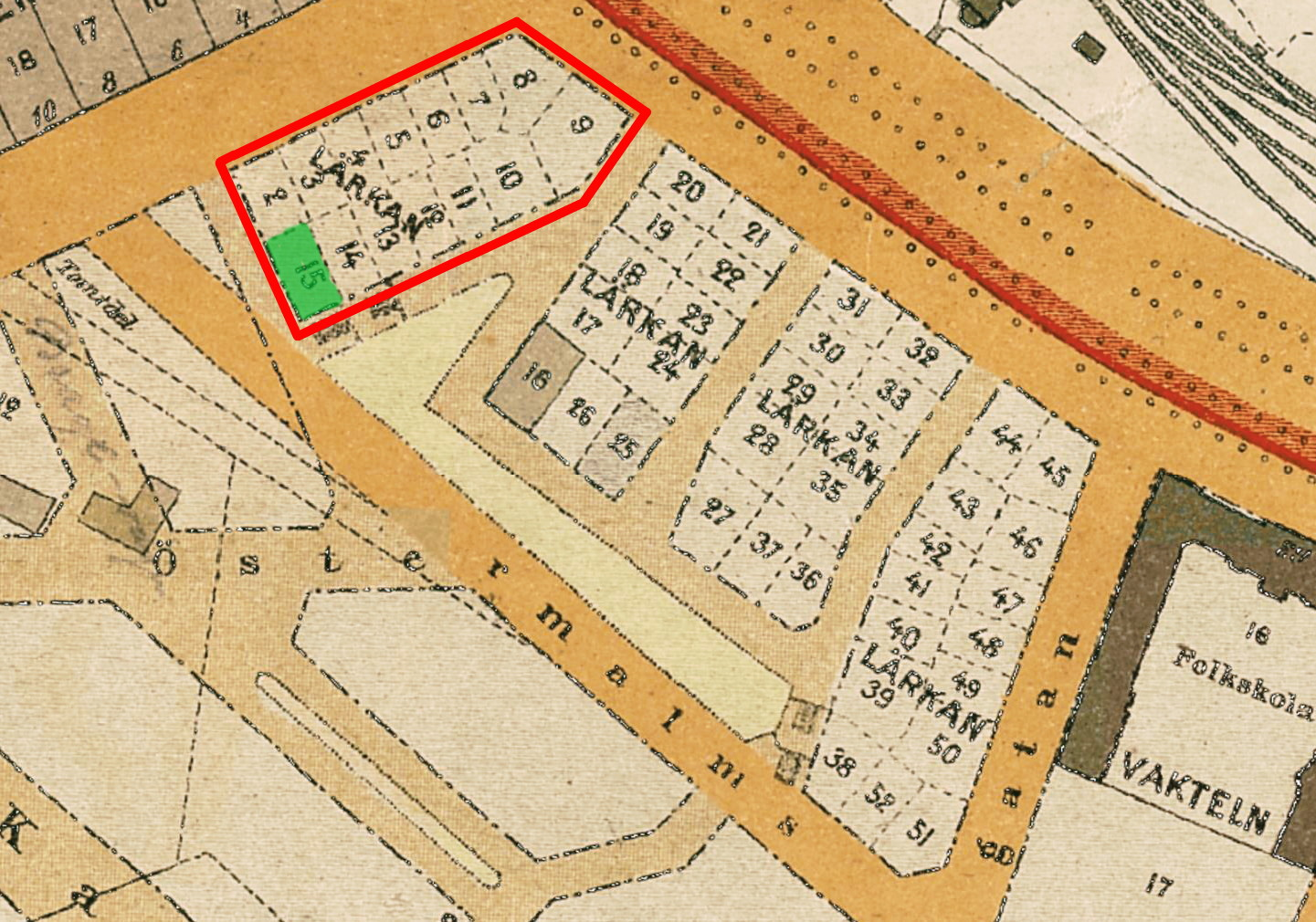
Lärkan 15 med grön markering (dagens Tofslärkan 1) år 1909.

Lärkan 15, sedermera namnändrad till Tofslärkan 1, var en av 51 fastigheter som, enligt en av Per Olof Hallman 1902 utarbetad stadsplan, skulle bebyggas med enfamiljsvillor. Hallman hade studerat Englands townhouses och ville nu tillämpa denna bebyggelseform för första gången i Stockholm. I Svenska Dagbladet från december 1910 kallades Lärkan för "Stockholms stads experimentalfält för omplantering af den engelska hemidén". Målgruppen var den välsituerade borgarklassen med yrken som grosshandlare, direktörer, företagare, läkare, högre tjänstemän och ingenjörer. Bland dem fanns Wilhelm Blomberg, grosshandlare i kol och ved samt ägare av en brädgård. 
I februari 1909 började Stockholms stad med försäljningen av Lärkans villafastigheter. Stadsingenjörskontoret fick i uppdrag att stycka "överkomliga" tomter med storlekar mellan drygt 270 och 550 kvadratmeter vilka såldes med äganderätt ("å fri och egen grund" står det på tomtkartorna). Fastigheten Tofslärkan 1 förvärvades av Blomberg i maj 1909. Hans tomt hörde till de mindre och omfattade 276 kvadratmeter inklusive en nio meter bred remsa för en liten trädgård. Meningen var att Lärkans små trädgårdar skulle bilda ett sammanhang med ”gröna utblickar” mellan husen. Tomten låg nedanför branten mellan den lägre Verdandigatan och den högre Tyrgatan som här utgjorde en nivåskillnad på sju meter. Däremellan går en monumental stentrappa som är en del av parken Balders hage.

## Byggnadsbeskrivning

### Exteriör

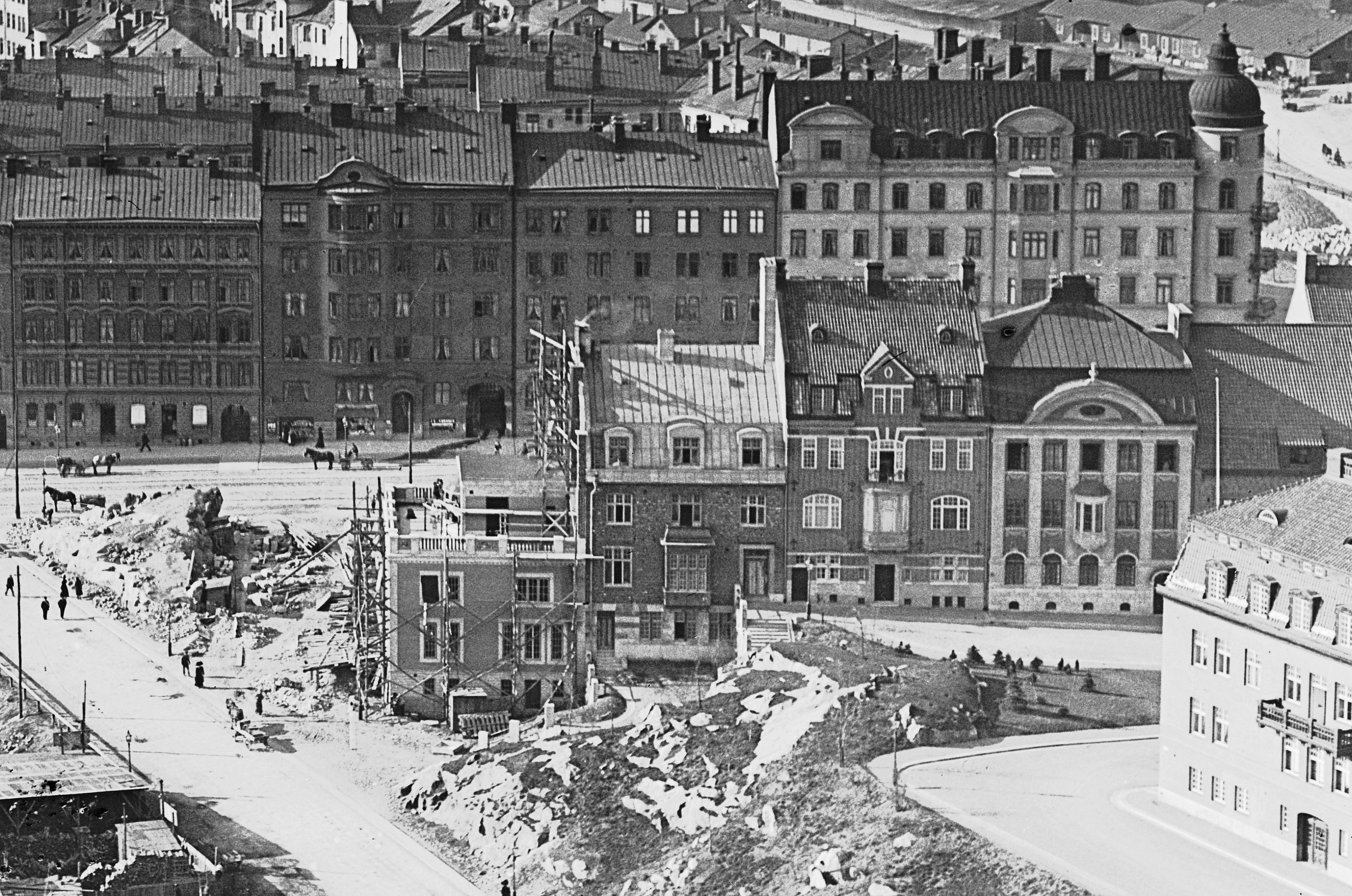
Tofslärkan (i mitten längst till vänster) under uppförande cirka 1911.

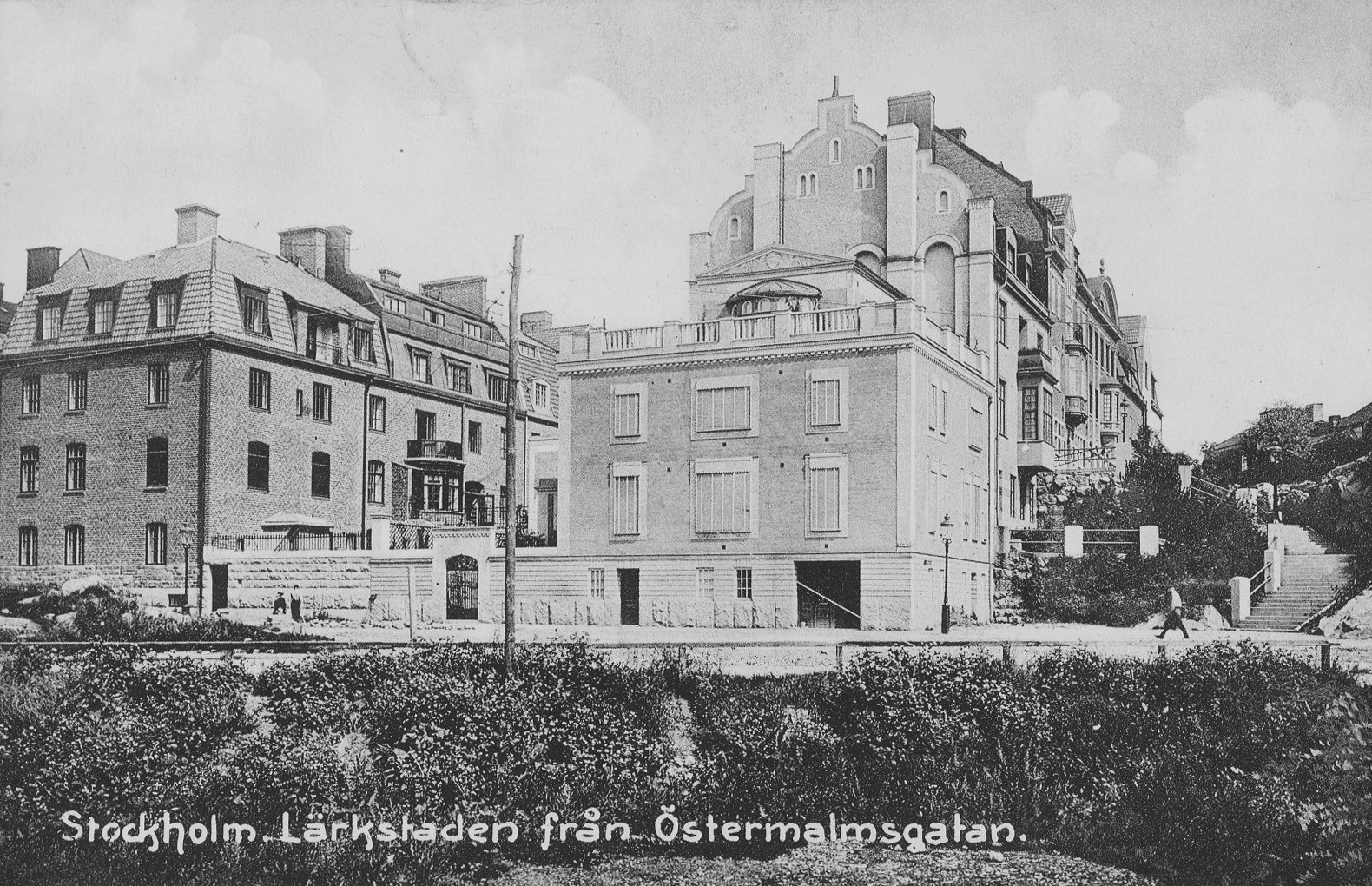
Huset under byggtiden, omkring 1913.

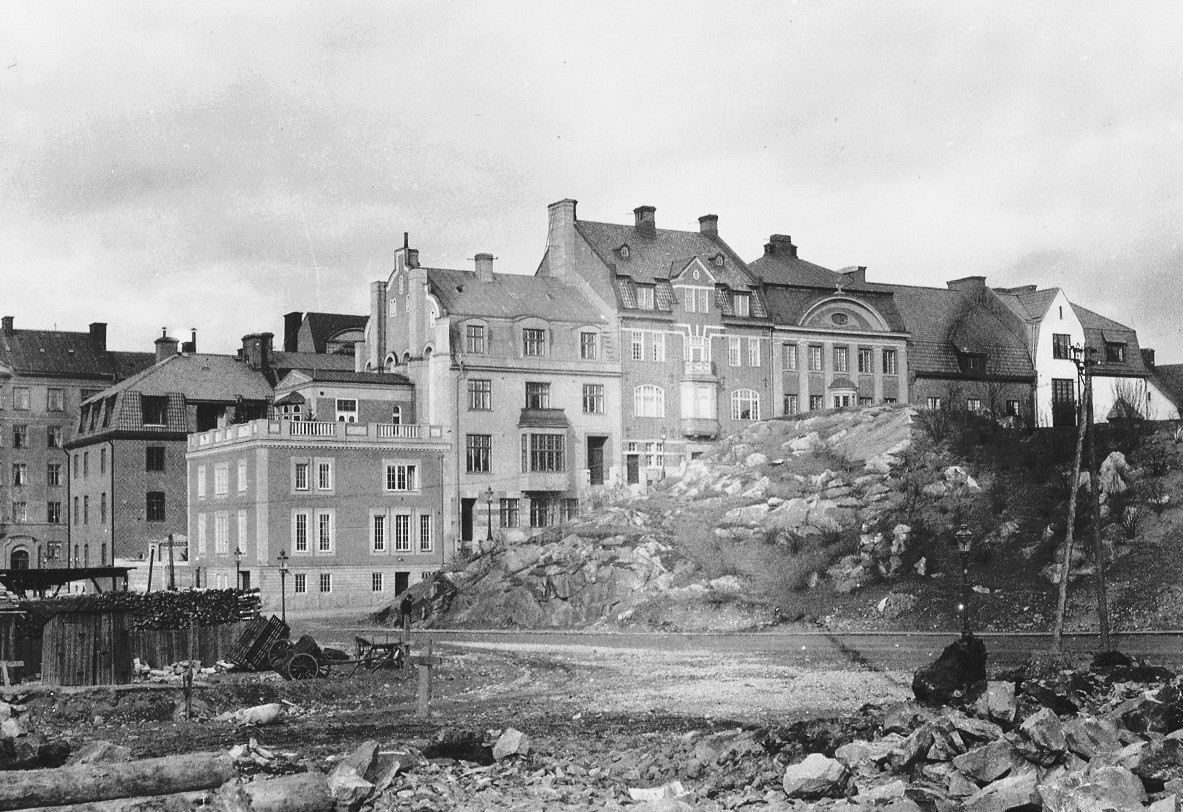
Tofslärkan 1 (längst till vänster) sedan 14, 13 och 12 i färdigt skick, omkring 1913.

Wilhelm Blomberg anlitade arkitekt Ivar Engström som både ritade och byggde huset. Till sin hjälp hade han arkitekt I.G. Ekedahl som också signerade ritningarna och enligt Stadsmuseet gestaltade fasaderna. Engström var en ofta anlitad arkitekt med omkring 400 uppdrag i Stockholmsområdet. Bland annat ritade han fyra villor i Lärkstaden, utöver Tofslärkan 1 även Sånglärkan 11, Piplärkan 10 och Piplärkan 13. Villan uppfördes som ett litet venetianskt palats i två våningar med hög källarvåning. Taket utfördes plant med en balustrad runtom och plats för planteringar innanför. Dessutom fanns ett litet trädgårdshus på taket (på ritningen kallad ”vindskontor”) i klassicerande stil som avrundade det mediterrana intrycket. Den höga brandgaveln på grannhuset Tofslärkan 14 integrerades i takträdgårdens gestaltning med påmurade valv och blinderingar där klängväxter kunde klättra upp. 
Takplanteringar i stadsmiljö var något nytt i Stockholm och i Svenska Dagbladet från 12 december 1912 fann man "att särskild i så tätt bebyggda delar av staden som kvarteret Lärkan […] är det en fördel av oskattbart värde att förvandla hela takytan till en oas…" Vidare skrev tidningen att "ägarna af de hus med takplanteringar, som blifvit uppförda efter hans [Engstöms] ritningar äro synnerligen belåtna med anordningarna, hvilka visat sig fullkomligt trotsa de häftiga temperaturväxlingar i vårt klimat".
Fasaderna uppfördes i gult tegel med vita hörnlisener och i olika murningsteknik. Fönstren inramades av breda omfattningar i avvikande tegelfärg. Under takfoten löpte ett tandsnitt. Fönstren till paradvåningen (bottenvåning) utfördes höga och småspröjsade. Källaren fick, på grund av sluttningen, full våningshöjd mot Verdandigatan och murades i tegel med bandverkan. För övrigt gestaltades fasaderna släta utan ornamentala utsmyckningar. Mot trädgårdssidan restes en hög mur i grovhuggen granit. Här finns husets entré med en vacker smidesgrind inom en portal av finhuggen natursten med klövermotiv och tandsnitt högst upp. Därifrån leder en naturstenstrappan upp till trädgården och entréporten. Husets individuella byggnadsstil illustrerar den arkitektoniska mångfalden i lärk-kvarteren vilken både hyllades och kritiserades av samtiden.

### Interiör
Villans representationsvåning låg på bottenvåningen. Här samlades kontor, herrum (med kassavalv), salongen och matsalen i fil och i vinkel mot Verdandigatan / Tyrgatan. Mot trädgården låg entré, hall och köket med serveringsrum. På våning en trappa låg sovrumsavdelningen med sängkammare, flickornas rum, gästrum, jungfrukammare och badrum. I källarvåningen med port från Verdandigatan hade familjen sin automobil med tillhörande material- och reparationsrum. Inga uthyrbara lägenheter fanns i huset, som annars var vanliga i lärk-kvarteren men stred mot stadsplanens intentioner. 
Rumsfördelningen enligt ursprungsritningarna från 1911 var följande:
- Källarvåning – pannrum, ved- och kolkällare, diverse matkällare, tvättstuga, ett arbetskontor, garage, material- och reparationsrum
- Bottenvåningen – entré, hall och trappa, kontor, herrum, salong, matsal (med öppen spis), kök med serveringsrum. Ritningen ändrades under byggnadstiden och kontoret slogs ihop med herrummet
- Våning 1 trappa – trappa, hall, jungfrukammare, gästrum, flickornas rum, sängkammare (med öppen spis), badrum

## Nya ägare och ändringar
Blomberg ägde Tofslärkan 1 bara under kort tid. Möjligtvis flyttade han aldrig in. Stockholms adresskalender från 1913 uppger detta år en fru M. Sverner som ägare och från och med 1915 ingenjören Fritz Egnell. Under Egnell förändrade byggnaden sitt utseende totalt genom en påbyggnad med en våning utförd efter ritningar av arkitekt Joel Norborg. Med påbyggnaden försvann takträdgården och huset fick dagens utseende med ett valmat sadeltak. Även interiört skedde stora förändringar. 1935 lät Egnell bygga om villan till tvåfamiljshus, arkitekt och byggmästare var Ernst Lundberg. Mellan 1939 och 1944 innehades fastigheten av grosshandlaren Gustaf Dahl som lät utföra ändringar i samtliga våningar.
År 1974 ombyggdes Tofslärkan 1 för kontors- och bostadsändamål och DDR:s konsulat flyttade in. Östtyska ambassaden fanns dock i fastigheten Sidensvansen 6 vid närbelägna Brahevägen 2. DDR:s konsulat var kvar till oktober 1990 varefter Östtyskland upphörde att existera och återförenades med Västtyskland. Därefter övergick ägandet till tyska staten. Författaren Liza Marklund blev 2005 uppmärksammad för sitt köp av den tidigare konsulatsbyggnaden som exklusiv bostad, vilken hon förvärvade för 17 miljoner kronor och sålde två år senare för 34 miljoner kronor. Idag (2022) ägs Tofslärkan 1 av ett företag som hyr ut husets lägenheter.

### Nutida bilder

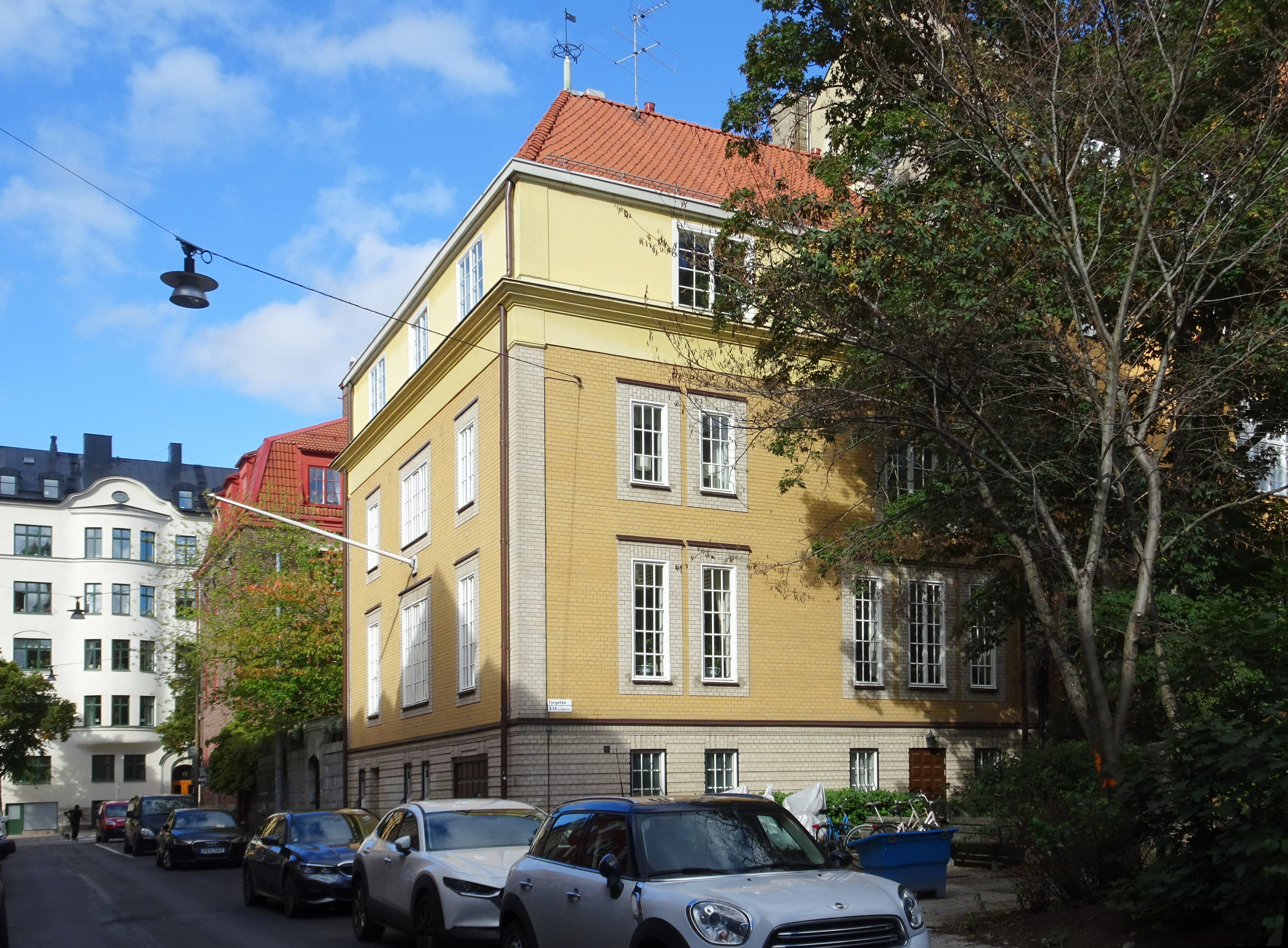
Vy från Verdandigatan.
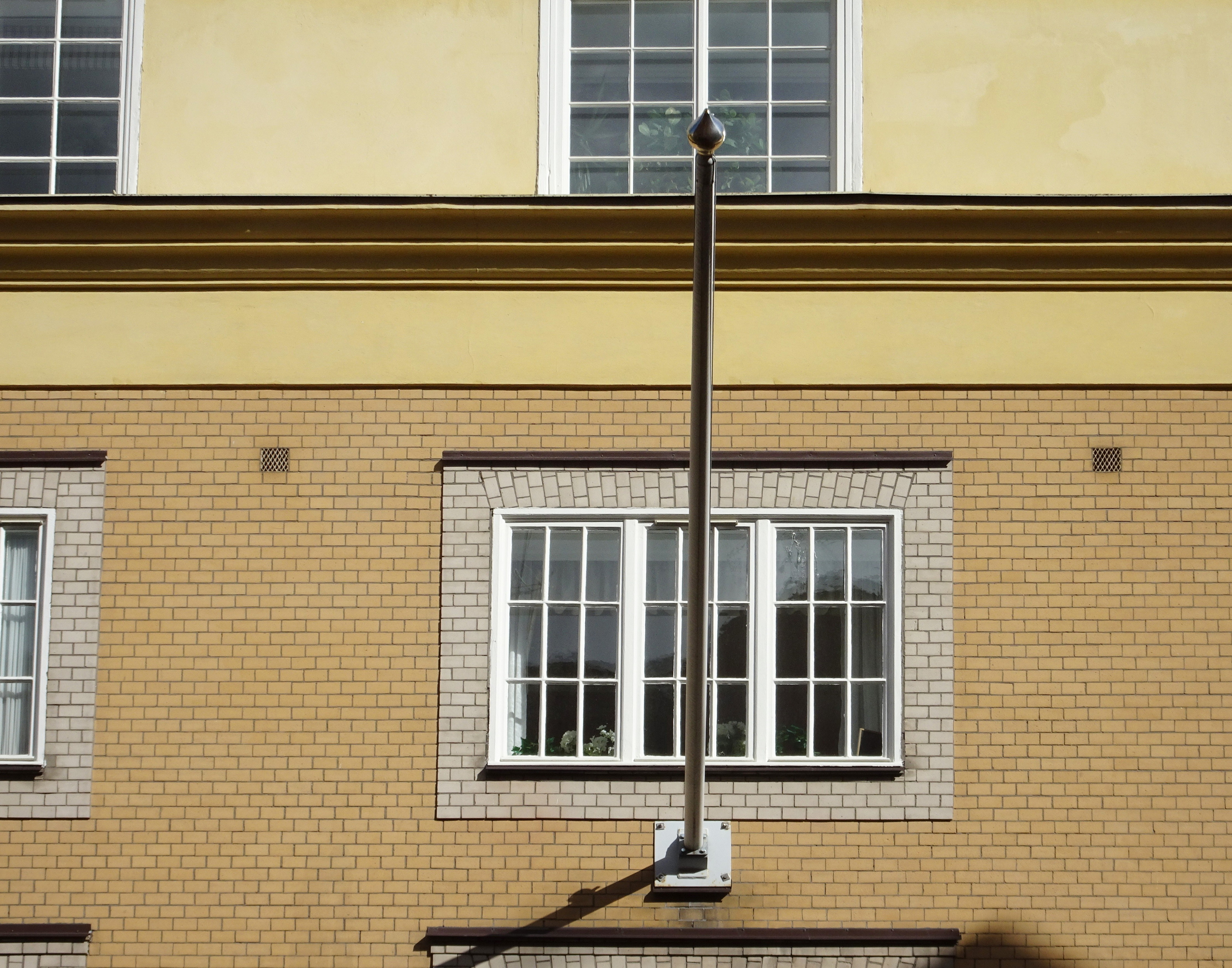
Fönster våning 1 trappa och påbyggnaden från 1917.
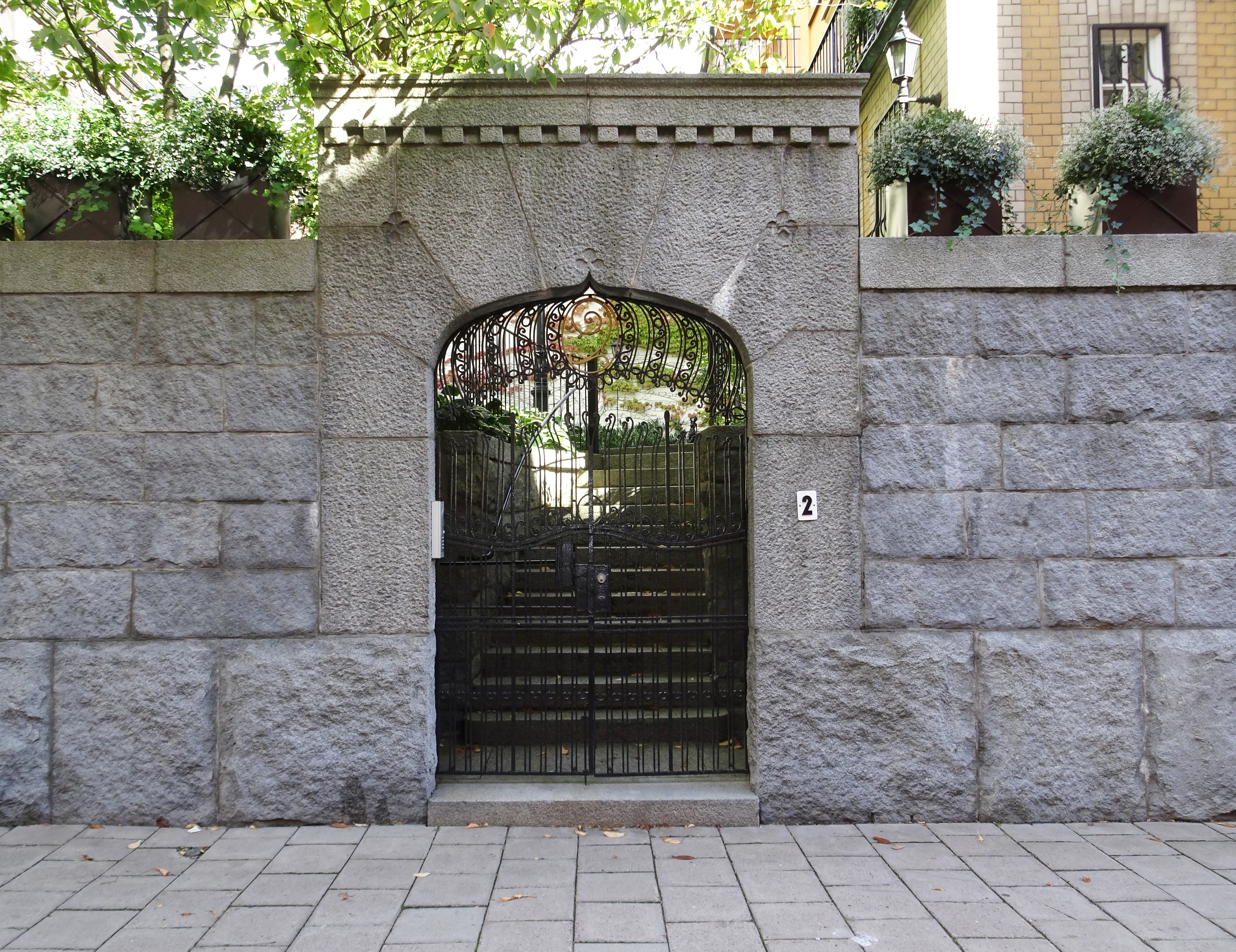
Portal mot Verdandigatan.
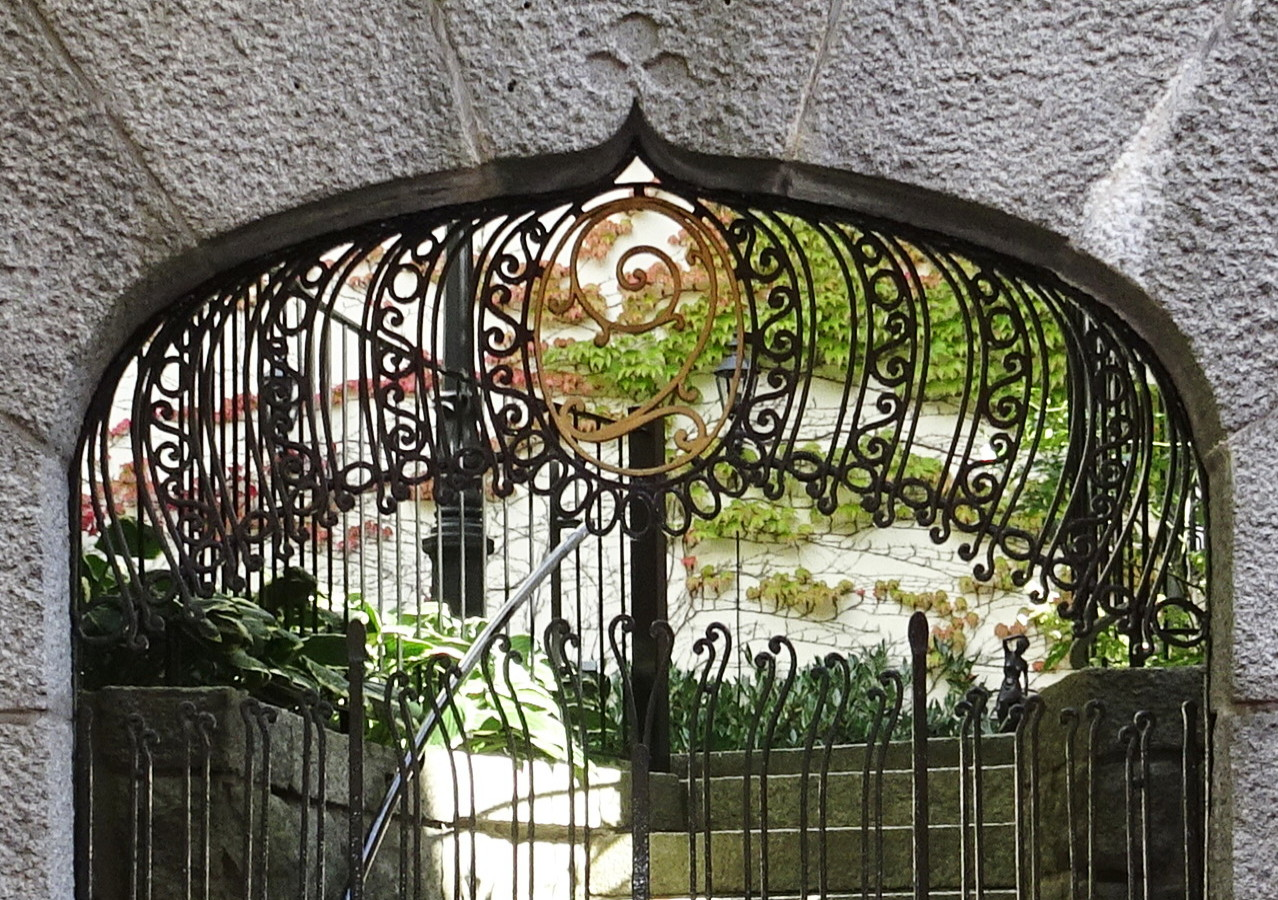
Smidesgrind med husnummer "2".
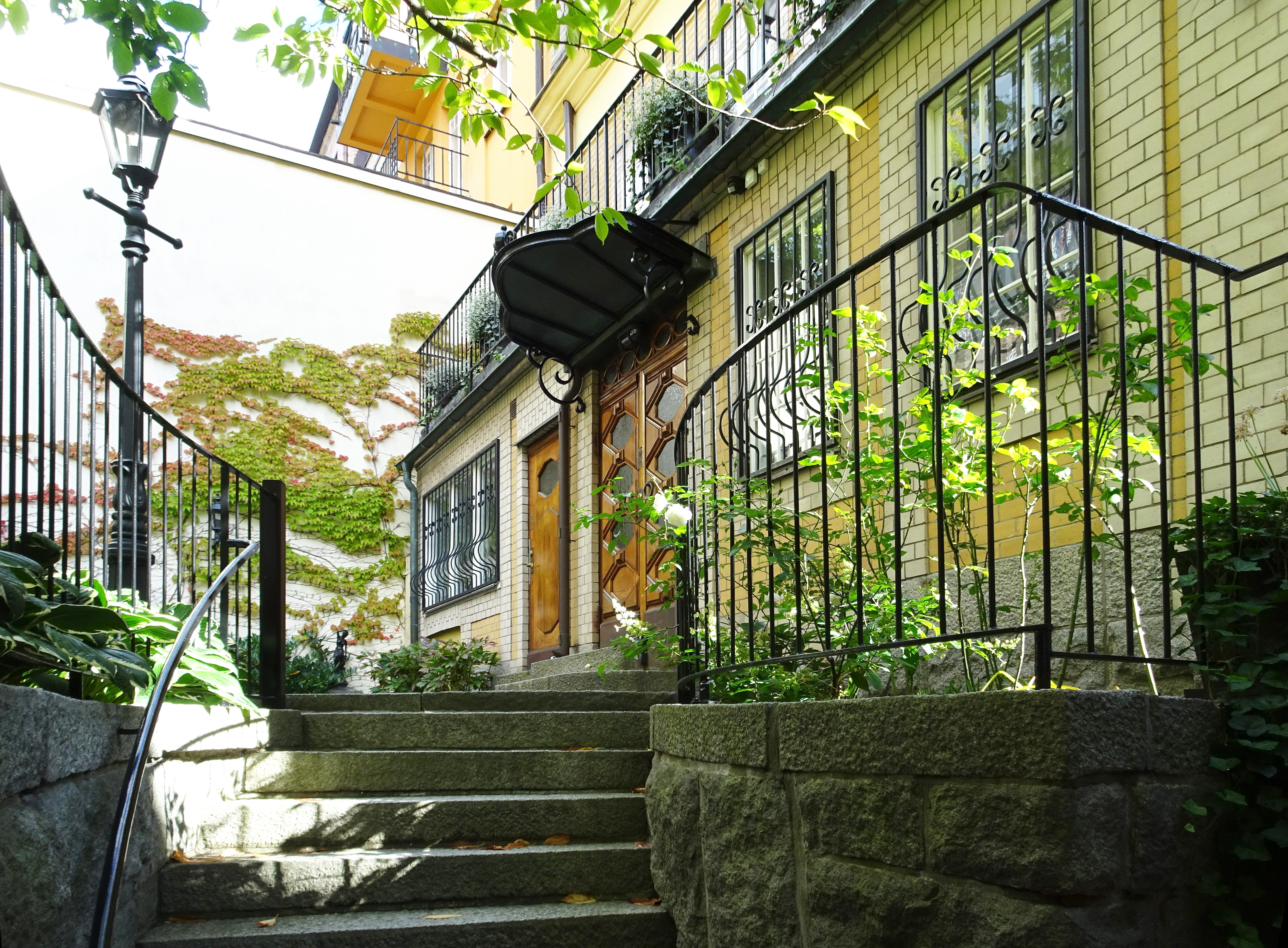
Trappan upp till trädgården och entrén.